# Chiara Arcangeli
Chiara Arcangeli (Perugia, 14 febbraio 1983) è un'ex pallavolista italiana.
Giocava nel ruolo di libero.

## Carriera
La carriera di Chiara Arcangeli inizia nelle giovanili della Pallavolo Sirio Perugia, dove resta tra il 1998 ed 2001. Fa il suo esordio in prima squadra nel corso della stagione 2001-02. Nella stagione 2002-03 da riserva vince il campionato e la Coppa Italia da riserva.
Nella stagione 2004-05 diventa titolare e vince il suo secondo scudetto, la seconda Coppa Italia e la Coppa CEV. Al termine della stagione fa il suo esordio in nazionale, vincendo la medaglia d'argento al World Grand Prix. Nella stagione successiva vince per la prima volta la Champions League e la Coppa di Lega. Nell'estate del 2006 vince la medaglia d'argento al Trofeo Valle D'Aosta e la medaglia di bronzo al World Grand Prix.
Nella stagione 2006-07 vince la Supercoppa italiana, la Coppa Italia, la Coppa CEV e il suo terzo scudetto, mentre nell'annata successiva vince la Champions League.
Nella stagione 2011-12 viene ingaggiata dall'Universal Modena, ma pochi giorni dopo la firma del contratto, il 14 giugno 2011 annuncia la sua gravidanza, abbandonando momentaneamente l'attività agonistica.
Nella stagione 2012-13 ritorna sui campi da gioco, vestendo la maglia del Racing Club de Cannes, club militante nel massimo campionato francese, con cui vince due Coppe di Francia e due scudetti.
Nella stagione 2014-15 ritorna in Italia, ingaggiata dalla LJ Volley di Modena, dove resta per due annate, per poi passare, per il campionato 2016-17 alla neopromossa Pro Victoria, sempre in Serie A1, con cui conquista la Challenge Cup 2018-19. Nel giugno 2019 annuncia il ritiro dall'attività agonistica.

## Palmarès

### Club
- Campionato italiano: 3

2002-03, 2004-05, 2006-07
- Campionato francese: 2

2012-13, 2013-14
- Coppa Italia: 3

2002-03, 2004-05, 2006-07
- Coppa di Francia: 2

2012-13, 2013-14
- Supercoppa italiana: 1

2007
- Coppa di Lega: 1

2006
- Champions League: 2

2005-06, 2007-08
- Challenge Cup: 3

2004-05, 2006-07, 2018-19

### Nazionale (competizioni minori)
- Trofeo Valle d'Aosta 2006

### Premi individuali
- 2005 - Coppa CEV: Miglior libero
- 2007 - Coppa CEV: Miglior libero
- 2013 - Ligue A: Miglior libero